# William di Kilkenny
William di Kilkenny (settembre 1180? – Spagna, 21 settembre 1256) è stato un vescovo cattolico inglese.
Fu consacrato vescovo di Ely da Bonifacio di Savoia e lord cancelliere del Re Enrico III.

## Biografia
William potrebbe essere lo stesso "William di Kilkenny" che fu eletto vescovo di Ossory nel 1231, ma si dimise nel 1232 prima di essere consacrato.
Sia o non sia tale William lo stesso che in seguito divenne vescovo di Ely, colui che assunse poi tale carica era al servizio del re nel 1234.
William fu inviato a Roma in missione per conto del re due volte, una prima nel 1234–1235 e una seconda nel 1237.
Nel 1238 lasciò il servizio reale e fu assunto da due vescovi di Durham consecutivi, Nicholas di Farnham e Richard Poore.
Nel maggio 1247 ritornò al servizio del re, in quanto in quel mese Enrico III lo inviò oltremare.
William fu arcidiacono di Coventry, dal novembre 1247; fu responsabile del guardaroba tra il 1249 e il 1252 e lord cancelliere dal 1250 al 1255.
William fu eletto alla sede di Ely attorno al 29 settembre 1254 e fu consacrato il 15 agosto 1255, a Bellay in Savoia, dall'arcivescovo di Canterbury, Bonifacio di Savoia.
William morì il 21 settembre 1256 in Spagna, dove si era recato per una missione diplomatica per conto del re.
Il suo cuore fu inviato a Ely per la sepoltura nella cattedrale di Ely.
L'unico suo parente noto era un nipote, che possedeva proprietà nel Waterford ed era stato investito cavaliere nel 1254.
William si era fatto edificare una tomba elaborata che rimase vuota e si trova ora vicino all'altare alto, nel corridoio del coro settentrionale della cattedrale di Ely.
Il suo cuore fu sepolto vicino all'altare di Santa Eteldreda.

## Genealogia episcopale
La genealogia episcopale è:
- Papa Innocenzo IV
- Arcivescovo Bonifacio di Savoia
- Vescovo William di Kilkenny